# Andamanenhoutduif
De andamanenhoutduif (Columba palumboides) is een vogel uit de familie van de duiven (Columbidae).

## Verspreiding en leefgebied
Deze soort komt voor op de Andamanen en de Nicobaren in de Golf van Bengalen. Het leefgebied wordt steeds kleiner.

## Status
De grootte van de populatie is in 2017 geschat op 2500-10.000 volwassen vogels. Op de Rode lijst van de IUCN heeft deze soort de status gevoelig.  